# 공공 텔레비전 문화 사업 기금회

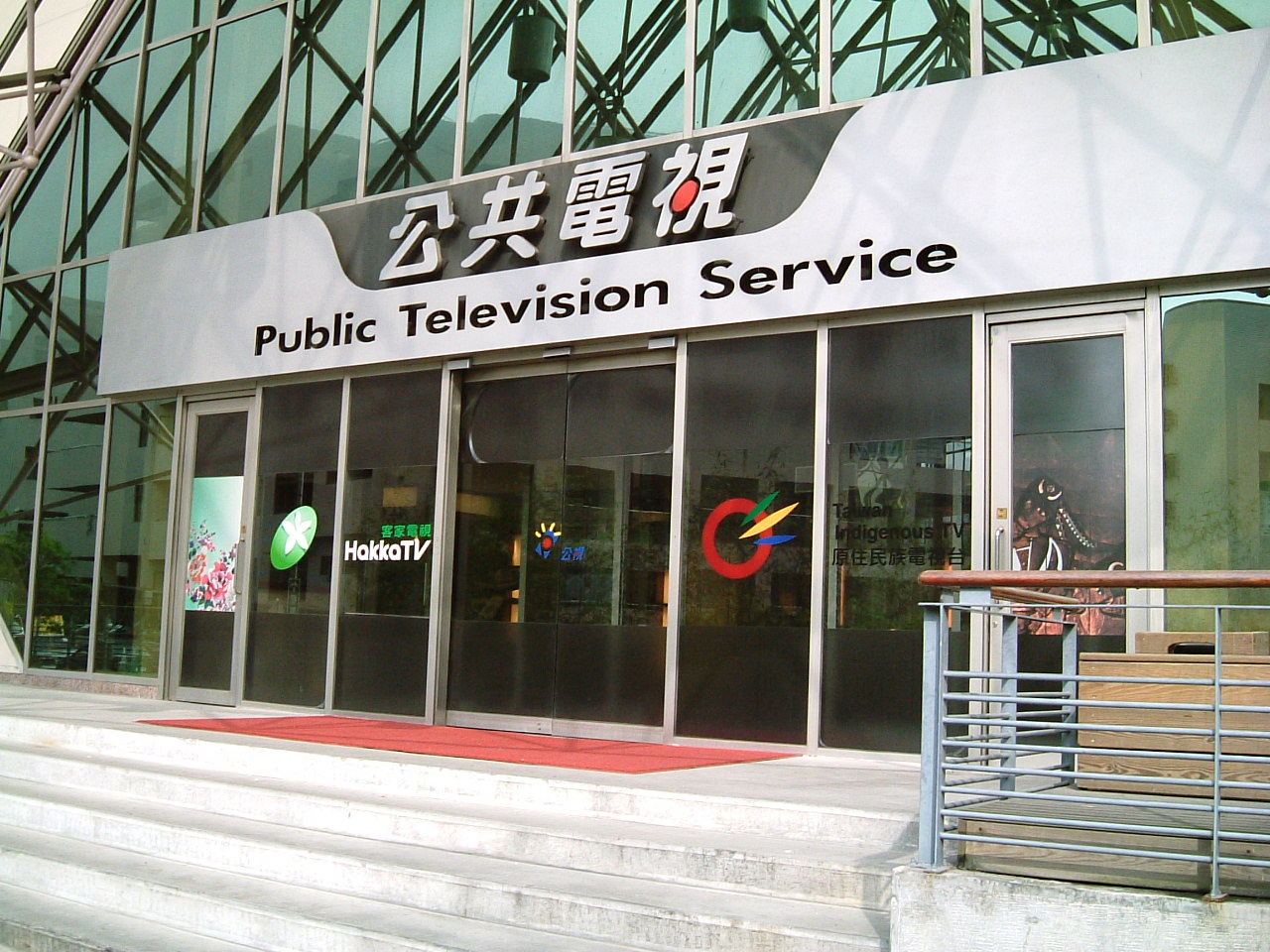
공공전시문화사업기금회

재단법인 공공 텔레비전 문화 사업 기금회(중국어 정체자: 財團法人公共電視文化事業基金會, 公視, 병음: Cái tuán fǎ rén gōng gòng diàn shì wén huà shì yè jī jīn huì, gōng shì 차이퇀파런궁궁뎬스원화스예지진후이, 궁스[*], 영어: Taiwan Public Television Service Foundation, PTS)는 중화민국의 공영 방송을 운영하는 재단법인 단체이다. 약칭은 공공 텔레비전이다. 본사는 중화민국 타이베이에 위치해 있다. 운영비는 시청자로부터 수신료를 징수하지 않고, 중화민국 행정원의 교부금으로 충당하고 있다. 약칭은 공공 텔레비전(公共電視台, 公共電視), 공시(公視)이다.

## 연혁
- 1980년 : 중화민국 행정원이 공영 방송 설립을 제안.
- 1998년 7월 1일 : 공공전시문화사업기금회 설립.

## 같이 보기
- 중국텔레비전공사(CTV, 中視)
- 중화텔레비전공사(CTS, 華視)
- 타이완텔레비전공사(TTV, 台視)
- 민간전민텔레비전공사(FTV, 民視)